# Biguglia
Biguglia là một xã ở tỉnh Haute-Corse trên đảo Corse, Pháp. Xã này có diện tích 22,27 km², dân số năm 1999 là 5018 người. Khu vực này có độ cao 270 mét trên mực nước biển. Xã gần Bastia.